# 1984年ロサンゼルスオリンピックのスペイン選手団
1984年ロサンゼルスオリンピックのスペイン選手団（1984ねんロサンゼルスオリンピックのスペインせんしゅだん）は、1984年7月28日から8月12日にかけてアメリカ合衆国のロサンゼルスで開催された1984年ロサンゼルスオリンピックのスペイン選手団、およびその競技結果。

## 概要
今大会は金メダル1個、銀メダル2個、銅メダル2個の合計5個のメダルを獲得した。

## メダル
| メダル | 選手名                     | 競技 | 種目      |
| ------ | -------------------------- | ---- | --------- |
| 銅     | ホセ・マヌエル・アバスカル | 陸上 | 男子1500m |